# Automobili Turismo e Sport
Automobili Turismo e Sport a fost o echipă de Formula 1 care a concurat in campionatul mondial în 1963, fiind fondată de Carlo Chiti.